# Mousse Boulanger
Pour les articles homonymes, voir Boulanger (homonymie) et Hostettler.
Berthe Sophie Neuenschwander, dite Mousse Boulanger, née le 3 novembre 1926 à Boncourt (canton du Jura) et morte le 16 janvier 2023 à Payerne (canton de Vaud), est une journaliste, productrice à la radio, comédienne, animatrice de spectacles poétiques, écrivaine et poète suisse.
Mousse Boulanger a poursuivi la mission commencée avec son mari, Pierre Hostettler dit Pierre Boulanger, visant à faire connaître les auteurs suisses où ils se produisaient, que ce soit en Suisse ou à l'étranger.

## Biographie

### La comédienne
Mousse Boulanger entreprend des études à l'école cantonale de Porrentruy puis s'oriente vers le journalisme et la poésie. Après un séjour à Cambridge, elle étudie le théâtre à l’école sociale de musique, où elle a pour professeurs Germaine Tournier et Jean Hort.
Le 27 mai 1953, lors du congrès annuel de l'organisation culturelle Connaître (qui s'est donné pour défi de lancer la carrière du jeune comédien Pierre Boulanger), Mousse Neuanschwander assure la première partie du spectacle avec sa troupe de Genève : une farce en un acte de Tchekhov, Une pauvre créature sans défense. Les deux comédiens se rencontrent, ce qui aboutira à un mariage en 1955.

### La diseuse, productrice d'émissions, journaliste

#### Les Marchands d'images (1956-1978): collaboration avec Pierre Boulanger
Dès 1956, Mousse et Pierre Boulanger collaborent à la production d'émissions radiophoniques. Ils invitent de nombreux poètes et auteurs et disent les textes sur les ondes de Sottens à partir de 22 h 45. Mousse et Pierre Boulanger défendent la poésie et leurs poètes d'ici et d'ailleurs. Ils rencontrent dans le cadre de la Tribune des poètes de jeunes auteurs dont Jacques Chessex en 1966.
En 1961, Mousse et Pierre Boulanger consacrent leur émission à la poésie bulgare dans la série Poésie universelle. L'émission fait pleurer l'ambassade qui les invite à se produire en Bulgarie. Ils font ainsi leur début à la scène. Ils retourneront en Bulgarie plus de 10 fois .
En 1975, ils produisent avec Pierre Seghers, une série de 23 épisodes Les Héraults de la résistance en duplex.
Que ce soit sur les scènes de théâtre, dans les usines ou les écoles, ils sont les marchands d'images jusqu'en 1978.

#### Les poètes dans la cité: Centre culturel du Jorat, Ciné-Club, Rencontres poétique (Mézières)
C’est grâce à l'initiative de Mousse et Pierre Boulanger que le Centre culturel du Jorat, une société coopérative de développement, a été fondé en collaboration avec le Club-culture de Carrouge le 20 mars 1969. Pierre Boulanger en est le premier président. L’offre culturelle est variée : représentations théâtrales, concerts de jazz, conférences, expositions d'art et d'artisanat, boutique, ciné-club et documentation cinématographique. Les Boulanger organisent 5 Rencontres poétiques, dont la première est un hommage au poète carrougeois Gustave Roud, les 20 et 21 septembre 1969.

#### Les ambassadeurs de la culture romande
De 1971 à 1974 : ils font une tournée avec José Azpiazu et sa fille, Lupe. Ils présentent leur spectacle en Suisse romande et en France.
Elle est également l'auteur d'un disque, Berceuse pour une maman (1975) pour lequel elle écrit les textes français. (cf. Discographie).
En août 1973, ils présentent Marchands d'images au festival de Rochessauve, créé par Paul Vincensini et Marcel Maréchal.
En 1974, au festival d'Avignon, ils donnent deux spectacles de poésie, Poésie pour tous et Théâtre des poèmes, au verger d'Urbain V (cf. Discographie).
Ils deviennent les ambassadeurs de la culture romande à l'étranger .

#### Les chargés de mission auprès de l'Éducation nationale française
En mars 1973, ils commencent leur expérience lyonnaise au Centre dramatique national dirigé par Marcel Maréchal avec Poésie dans les quartiers. Ils sont chargés de cette mission auprès de l'Éducation nationale française et sont patronnés par un comité comprenant Pierre Emmanuel de l'Académie française, Jean Lescure et Pierre Seghers .
En 1978, Pierre Boulanger meurt le 28 octobre à Mézières, après avoir contracté un virus en Afrique.

#### Trois femmes en scèneset la carrière en solo
Après la mort de Pierre Boulanger, Mousse Boulanger poursuit sa carrière en mettant en scène des textes poétiques d'auteurs suisses comme Corinna Bille ou Edmond Gilliard et ayant pour thème la femme. Le spectacle s'intitule Trois femmes en scène. Elle s'accompagne de deux musiciennes : Rouja Eynard, harpiste, et Heidi Molnar, flûtiste.
Elle « bâtit » (c'est son mot) des spectacles pour les écoles. Elle choisit le répertoire en fonction de son public, par tranche d’âge, de première année jusqu’au Gymnase.

#### La journaliste
Encouragée par la journaliste féministe et femme de radio, Marie-Claude Leburgue, Mousse Boulanger va travailler à la Radio Suisse Romande  jusqu'à sa retraite. Elle continue à défendre inlassablement la création littéraire romande. Ses interviews sont si nombreuses, qu'il est impossible de tous les mentionner : elle a interrogé les principaux écrivains et poètes contemporains de Suisse romande, dont Corinna Bille, Alice Rivaz, Yvette Z'Graggen, Gustave Roud, Philippe Jaccottet, Jacques Chessex ainsi que de nombreux Français (cf. Plans-fixes).

### La poète
Depuis 1967, Mousse Boulanger publie de nombreux ouvrages, principalement des recueils de poésie, Tendre pays (1967), Ce qui reste du jour (1975), mais également des contes, des récits et nouvelles L'arbre aux oiseaux (1978), La petite Emma (1996), Noël de toujours (1998). Elle compte aussi à son actif plusieurs études et essais sur la littérature romande, Écrire pour vivre (1987), Promenade avec Gustave Roud (1987), ainsi que des livres pour enfants. Elle dirige avec  le professeur fribourgeois Henri Corbat une Anthologie des Littératures de Suisse romande en 1988. Sur le rabat de couverture, Henri Corbat en fait un portrait juste et élogieux.
« Rencontrer Mousse Boulanger (la poétesse, la comédienne, la journaliste), c’est sentir un peu de bonheur du monde. Qu’on l’approche par ses livres (une trentaine à ce jour), par ses récitals poétiques (donnés dans d’innombrables pays) ou simplement en frappant à la porte de sa maison de Mézières (Vaud, Suisse), le charme est identique. Le visage, les yeux, l’esprit : tout est mouvement chez Mousse Boulanger, rire et soudaine gravité.
Une femme qui semble avoir atteint l’équilibre parfait entre la hantise et l’amour de l’homme, l’enchantement primordial.
Rien de maléfique chez elle, au contraire, si sa nature et son œuvre envoûtent, c’est par la merveilleuse évocation des êtres chers (les poètes, les proches), et des choses (les fleurs surtout).
Elle réunit ainsi des destins poétiques aussi différents que ceux d’un Gustave Roud ou d’un Edmond-Henri Crisinel.

Je l’imagine déesse de l’élémentaire. »

### La muse
Près d'une douzaine de compositeurs  mettent en musique ses poèmes et textes : José de Azpiazu, Patrick Bron, Marianne Jeanquartier, Gilbert Bezençon, Charly Torche, Yves Piller, Michel Hostettler, René Gerber, Raymond Hofmann, André Ducret, Jean-Michel Monney et René Falquet. Ces pièces seront jouées à diverses occasions, certaines seront enregistrées, comme Sylvie et le Paon (cf. Discographie).

### La femme engagée

#### Comme cofondatrice de l'AAGR (1977)
À la mort du poète Gustave Roud, Mousse Boulanger fonde avec Jeanlouis Cornuz (premier président de l'AAGR), Pierre Boulanger et Vio Martin, l'Association des Amis de Gustave Roud en février 1977.

#### Comme présidente de la Société suisse des écrivains (1978-1982)
Engagée dans la vie culturelle romande, Mousse Boulanger fait partie de la commission de la Bibliothèque nationale suisse. Auteur de l'édition de la correspondance de Vio Martin, présidente de la Société suisse des écrivains de 1978 à 1982, Mousse Boulanger reçoit le Prix vaudois des écrivains en 1997. Elle fait également partie de l'Association vaudoise des écrivains. En 2004, Mousse Boulanger écrit un roman La déchéance (L'Âge d'Homme). Elle fournit aussi régulièrement des contributions rédactionnelles au journal L'Essor, dont elle fait partie du Comité de rédaction.

#### Comme jurée de Prix littéraires
- Membre occasionnel du jury littéraire de la Société jurassienne d'émulation[6]
- En 1985 : fonde un concours francophone de poésie au nom de Pierre Boulanger
- De 1988 à 2013 : jurée du Prix Lipp Suisse
- Dès 1996 : jurée du Prix Édouard-Rod

#### Comme militante duParti suisse du Travail-Parti Ouvrier et Populaire
Mousse a également été membre du PST-POP, et s'est présentée à plusieurs reprises à des élections, au Conseil national et au Grand Conseil du canton de Vaud,,.

## Hommages
- La peintre Véronique Sciboz fait un portrait de Mousse Boulanger.
- Robert Pagani rend hommage à Mousse Boulanger dans une pièce radiophonique qui sera enregistrée en août 2005 sur les ondes de la Radio Suisse romande : Mousse : fantaisie en quatre saisons. Il en fait un portrait juste et vivant.« Il lui sera beaucoup pardonné parce qu’elle aimait le pain, le vin, Éluard, Apollinaire, Pouchkine, les renards, les hérissons, les belettes, les chats et les manifs. Elle n'aimait ni les lignes trop droites, ni la marche au pas, et se méfiait des usages et des principes sacrés. Toute jeune déjà, elle aimait par-dessus tout la liberté, source de toute poésie. Mais pourquoi parler d’elle au passé ? Elle est vivante. Il n’y a pas plus vivante qu’elle. À un âge où d’autres ne quittent guère leur fauteuil, elle grimpe sur les arbres, et tant pis si, en tombant de l’échelle, elle se retrouve avec une jambe plâtrée. Celle-ci ne l’empêche pas ensuite d’apaiser les cœurs meurtris, ni d’aider les dévoyés. Elle prend le thé avec sa femme de ménage et fait le ménage à sa place. Elle transforme la banalité en rêve. Il se trouve en effet que la personne qui possède toutes ces séduisantes qualités est un être réel, doté, comme vous et moi, d’une identité et d’un numéro de contribuable, même si elle a choisi elle-même son prénom. Ce prénom, qui la résume, nous le connaissons tous, tant elle l’a promené de scène en scène, de tréteaux en tréteaux, à travers journaux et livres, et tant de provinces et de pays, pour faire connaître les grâces et les sortilèges de notre langue. Et la voici maintenant, elle qui crée tant de personnages, devenue un personnage à son tour, dans une comédie à son image, où alternent les rires et les larmes, les éclats et les surprises, au milieu des mystères apprivoisés de l’existence. »
- Le Prix littéraire Mousse Boulanger 2023 a été attribué à Karine Yoakim Pasquier pour son roman Oublier Gabriel. Ce prix a été créé pour la première fois en 2023 afin de rendre hommage à Mousse Boulanger. Le concours est organisé par l’Association Vaudoise des Écrivains pour honorer le meilleur livre d’un écrivain vaudois paru durant l’année précédente .

## Prix
- Prix des écrivains vaudois, 1997.

## Œuvres

### Poésie
- 1967 : Tendre pays, poèmes, [Jarnac, (F)], Éd. Les Poètes de la Tour, 1967, 31 p.
- 1973 : Reflets [poèmes et nouvelles], aquarelles d’Ernest Wirz, Lausanne (CH), Éd. des Terreaux, 1973, [29 p.].
- 1975 : Ce qui reste du jour, poèmes, gravure de Georges Borgeaud, Bagnols-sur-Cèze (F), Éd. Chambelland, 1975, 41 p.
- 1985 : Poèmes-missives, Rochessauve-en-Ardèche (F), Éd. de la Guilde du poème, avec un texte de Pierre Seghers, 1985, 35 f., ill.

- 1988 : Poèmes à l’homme, avec des photogr. de Christiane Kolla, Lausanne (CH), Éd. de l’Aire, coll. Métaphore, 1988, 48 p.
- 1995 : « Ballade octobrine », Klaxon 95, cahier universel no 4, 1995, intitulé La Poésie provençale contemporaine, p. 42. Poème édité à l’origine sur 6 timbres, dont les motifs sont des photos de Grégoire Boulanger (Collection Poéstalies, Éditions du Pont d’art, CH-1987 Syens).

- 2000 : L’Écuelle des souvenirs, récit-poème, Lausanne (CH), Éd. L’Âge d’homme, coll. Contemporains, ill. de couv. de Jean-Pierre Schmid dit Lermite, 2000, 50 p.
- 2005 : J’attends les algues sur la pierre, Grand-Saconnex (CH), Éd. Le Miel de l’ours, coll. Les cahiers poétiques n°> 5, 2005, [46 p.]
- 2007 : Aussi mince que l’oiseau, poèmes, Lausanne (CH), Éd. L’Âge d’homme, 2007, 64 p. Contient « La passementerie des jours », « Poèmes du bras cassé » [dédié à Jacques Chessex], et « Lutte ». Notes : « Les poèmes du bras cassé ont été écrits après un accident en octobre 2006, sur la suggestion de Jacques Chessex. Le poème à mon fils est né lors d’une maladie. »

- 2008 : Le Collier des solitudes, Grand-Saconnex (CH), Éd. Le Miel de l’ours, coll. Les cahiers poétiques no 17, 2008, 52 p.
- 2013 : Sagesse de l’arbre, Grand-Saconnex (CH), Éd. Le Miel de l’ours, ill. de Christiane Bonder, avec un message de Pierre Seghers, coll. Les cahiers poétiques no 31, 2013, [48 p.].
- 2017 : L’Oisellerie, Grand-Saconnex (CH), Éd. Le Miel de l’ours, ill. de Christiane Bonder, coll. Les cahiers poétiques no 53, 2017, 63 p.

### Prose: romans, récits, nouvelles, contes
- 1978 : L’Arbre aux oiseaux, contes pour grandes personnes, ill. d’aquarelles d’Ernest Wirz, Lausanne (CH), Éd. des Terreaux, 1978, 48 p.
- 1987 : Promenade avec Gustave Roud, entretiens recueillis par Mousse Boulanger, notes de Jean-Louis Cornuz, « Un autre Gustave Roud », de Philippe Jaccottet, « Post-scriptum », de Gustave Roud « La légende de Philippe, le chat, et de son maître » et « Poésie à V.M. », Quimper, Éd. Calligrammes, 1987, 56 p.
- 1991 : Si ce n’est le passant, récits, Yverdon-les-Bains, Éditions de la Thièle, 1991, 117 p.
- 1994 : L’Oiselière : histoire d’ailes, Grolley (CH), Éd. de l’Hèbe, coll. Nouvelles, 1994, 97 p.
- 1996 : La Petite Emma, témoignages, postface de Pierre Avvanzino, Grolley (CH), Éd. de l’Hèbe, 1996, 139 p.
- 1998 : Noël de toujours : souvenirs, brèves, contes, Grolley (CH), Éd. de l’Hèbe, 1998.
- 2002 : Et si la poésie n’existait plus ? Excursion en contrées poétiques, Grolley (CH), Éd. de l’Hèbe, coll. La question n° 12, 2002, 88 p.
- 2004 : La Déchéance, roman, Lausanne (CH), Éd. L’Âge d’homme, 2004, coll. Contemporains, 170 p.
- 2005 : Légende de la Gruyère : l’ours et la grue, Yens sur Morges (CH), Éd. Cabédita, ill. de Sergej Tonsic, coll. Espace et Horizon, 2005, 63 p.
- 2010 : Du sang à l’aube, roman, Lausanne (CH), Éd. l’Âge d’homme, coll. Contemporains, 2010, 102 p.
- 2013 : Les Frontalières, récit, Lausanne (CH), Éd. l’Âge d’homme, ill. de Christiane Bonder, 2013, 79 p.

### Textes et poèmes mis en musique
- 1973 : « Poème français [texte basque et traduction française] », pour chant et guitare de José Azpiazu, Genève, Beltz-Azpiazu, 1973, partition, [2 p.].
- 1973 : « Arrorro : berceuse de Tenerife », paroles françaises de Mousse Boulanger, texte populaire espagnol, pour chant et guitare de José Azpiazu, Genève, Beltz-Azpiazu, partition, 1973, [2 p.].
- 1986 : Pouvoir crier je t’aime, pour chœur à 4 voix d’hommes a cappella sur un texte de Mousse Boulanger, musique de Patrick Bron, Saint-Maurice (CH), Éditions musicales Labatiaz & Schola Cantorum, partition de chœur, 1986, 3 p.
- Déjà demain, texte de Mousse Boulanger, musique de Marianne Jeanquartier, Pully, Éditions À cœur joie Suisse, partition, 198 ?, [4 p.].
- 1986 : Espérance, texte de Mousse Boulanger, musique de Gilbert Bezençon, Fleurier, Éd. musicales Charles Huguenin & Pro-Arte, 1986, partition, [2 f.].
- 1986 : La chanson du vent, paroles pour chœur d’hommes, musique de Charly Torche, Fleurier, Éd. musicales Charles Huguenin & Pro-Arte, 1986, partition, [3 p.].
- 1987 : Berceuse, poème de Mousse Boulanger, pour v. et lamelles métal. et accompagnement ad libitum, musique de Yves Piller, Saint-Maurice (CH), Éditions musicales Labatiaz, partition, 1987, [1 f.].
- 1987 :  Ça mouille, musique de Yves Piller, Saint-Maurice (CH), Éditions musicales Labatiaz, 1987, partition, [2 p.].
- 1988 : « Mon arbre », poème de Mousse Boulanger, pour chant et piano, musique de Michel Hostettler, Vevey, [chez l’auteur], 1987, partition, [3 p.].
- 1989 : Ton regard, c’est mon poème, poème de Mousse Boulanger, musique de Michel Hostettler, [S.l.], [chez l’auteur], 1989 [1979], 1 partition, [2 p.].
- 1996 : « Six poèmes [de Mousse Boulanger] », mis en musique par Michel Hostettler, cycle de mélodies, [S.l.], [chez l’auteur], 1996, 1 partition, [18 p.].
- 1997 : Sylvie et le paon, pour flûte, hautbois, clarinette en la, cors en fa, violon, violoncelle, récitant(e), voix vocalisée, piano, harpe et percussion), musique de René Gerber, Adliswil / Lausanne, Pizzicato Verl. Helvetia / Éd. Lausanne-Musique, c/o Disques VDE-Gallo 1997 [1985], partition, [40 p.].
- 1992 : Un pays de lumière, musique de Raymond Hofmann, Saint-Maurice (CH), Éditions musicales Labatiaz, 1992, partition, [3 p.].
- Le Temps des saisons, texte de Mousse Boulanger, musique de Charly Torche, Pully (CH), Éditions À cœur joie, [sans date], 4 p.
- 1992 : Hymne à Saint-Martin, texte de Mousse Boulanger, pour chœur mixte et orgue obligé, musique André Ducret, [1992], partition manuscrite, [9 p.].
- 1999 :  Le rosaire de Notre-Dame-des-Champs, pour chœur mixte sur un texte de Mousse Boulanger, musique de Jean-Michel Monney, partition non publiée, 10 avr. 1999, 2 p.
- 2010 : Sous le ciel de tes yeux , pour chœur à 4 voix d’hommes a cappella sur un texte de Mousse Boulanger, musique de Patrick Bron, Saint-Maurice (CH), Éditions musicales Labatiaz, 2010, 2 p.
- 2011 : « Mon arbre : à la mémoire de Robert Bezençon », poème de Mousse Boulanger, pour chœur d’hommes, musique de Michel Hostettler, Vuillerens, Éditions musicales En Monnet / Frédy Henry, 2011 [©1987], partition, [3 p.].
- 2014 : Chant Noël, composition musicale de René Falquet, sur un poème de Mousse Boulanger, Payerne, Éd. Sympaphonie, 2014.
- 2014 : « J’ai rêvé », composition de Michel Hostettler  pour soprano et piano, sept. 2014.

### Livres pour enfants
- 1978 : Je m’appelle Suzanne, récit pour enfants, ill. par Donald Brun, Zurich (CH), Éd. OSL (Œuvre suisse des lectures pour la jeunesse), n° 1459, 1978, 32 p.
- 1990 : Cœur d’or, le petit lapin blanc, conte, Lausanne, Delachaux et Niestlé, ill. d’Anne Porchet, 1990, 47 p. avec une cassette.
- 1998 : Inima de aur / Cœur d’or / Iepurasul alb / Le Petit Lapin blanc, conte pour enfants, ill. Anne Porchet, trad. roumaine de Radu Carneci, Bucarest, Éd. Orion / Neuchâtel / Paris [etc.], Delachaux et Niestlé SA, 1998, 48  p.
- 2007 : La Pierre magique, album pour enfants, Saint-Pierre-de-Clages (CH), Éd. Passages 54, ill. de Véronique Sciboz, 2007, [37 p.].
- 2007 : La Souris bleue, ill. d’Anne Porchet, Lausanne (CH), Publi-Libris, 2007, 55 p.

### Ouvrages collectifs: correspondance, support, témoignages
- 1973 : Œil apprivoisé, s. la dir. de Mousse Boulanger et Robert Gerbex, Dominique Gisling, Berne / Lausanne, Société suisse de radiodiffusion et télévision / Éd. de la Tour, 1973, 189 p. Support aux émissions L’Œil apprivoisé de la TSR en 1973.
- 1987 : Böni, Otto, Boulanger, Mousse, Imer, André, Loetscher Hugo et Ueli Niederer (sous la dir. de). Écrire pour vivre : Histoire de la Société suisse des écrivains, Sauerländer, 1987, Aarau [etc.], Sauerländer, trad. Liliane Morend et Michel Thévenaz, 207 p. Ouvrage publié à l'occasion du 75e anniversaire de la Société suisse des écrivains
- 1994 : Correspondance littéraire et amoureuse [de Gustave Roud et Vio Martin], prés. et choix de Mousse Boulanger et Jeanlouis Cornuz, Vevey (CH), Éd. de l’Aire, 1994, p. 11-12.
- 1999 : Avec Claire-Lise Gilliéron (s. la dir. de), Mémoire du Jorat, Mézières (CH), Centre culturel du Jorat, ill. de Gustave Roud, 1999. Contient une trentaine de témoignages qui sont le reflet d’une époque et de modes d’existence aujourd’hui perdus.

### Anthologies
- 1980 : « La Poésie bulgare (avec choix de poèmes dont certains adaptés par Mousse Boulanger) », Le Temps parallèle : revue de création poétique, Eygalières (F), janvier 1980, n° 23, p. 3-35.
- 1981 : « Une langue pourtant vivante [La Poésie romanche] / Petites biographies des auteurs romanches / [Anthologie des poètes suisses de langue romanche] Ramselh Martinus, Imelda Coray-Monn, Andri Peer, Peter Cadotsch, Theo Candinas, Henri Spescha, Félix Giger, Flurin Darms, Duri Gandenz », Le Temps parallèle : revue de création poétique, [F13810 Eygallières], n° 27, févr. 1981, numéro intitulé Pour une ouverte rigueur, p. 5-34.
- 1982 :  Écrivains roumains d’aujourd’hui, Zurich, Société suisse des écrivains, coll. Anthologies SSE, 1982.
- 1988 : Avec Henri Corbat (s. la dir. de). Littératures de Suisse romande et aspects des littératures suisses non-francophones : anthologie et guide, Fribourg (CH), Saved S.A. Bordas, 1988, 301 p.
- 1990 : Ricochets : textes et poèmes d’auteurs romands et d’adolescents des classes de Cheseaux-sur-Lausanne, ill. par les élèves avec la complicité d’artistes-peintres, groupe de réalisation Mousse Boulanger et al., Le Mont-sur-Lausanne, Éd. Ouverture, 1990, 135 p.

### Préfaces
- 1981 : « Combien il est émouvant de se pencher sur la terre…[préface] », dans François Rossel. À Force de nuit (poèmes), ill. de Anne-Hélène Darbellay, Romanel-sur-Lausanne (CH), Éd. Ouverture, 1981, [ 2 p.].
- 2018 : « Préface », dans Bernard Chollet, André Sugnaux. Peindre l’émotion. Biographie illustrée, Vevey, Éditions de l’Aire, 2018, p. 11-13.

## Émissions radiophoniques:Marchands d'images(1956-1978)
À partir du 1er novembre 1956, cette émission radiophonique sur la poésie passait sur les ondes de Sottens de 22 h 45 à 23 h 15. L'émission contenait plusieurs capsules :
1. Passages du poète
2. Poésie universelle
3. Tribune des poètes : Pierre et Mousse Boulanger font des entretiens, disent des poèmes, accueillent des poètes tels que Gustave Roud ou Jacques Chessex (printemps 1966);
4. Diffusion du 6 janvier 1975 au 9 juin 1975 : L’émission radiophonique Les Héraults de la résistance est réalisée avec la participation de Pierre Seghers. Elle comprend 23 épisodes, elle fut enregistrée à Lausanne et dans un studio parisien. Elle durait environ 20 minutes et était insérée dans Marchands d’images.
5. Diffusion du 6 juillet 1977 au 11 juillet 1977 : Le Jardin de Roses Saadi est un jardin cultivé à la française par Pierre Seghers.

## Discographie (récitante, auteure, poète)
- 1968 : Cœur d’or, le petit lapin blanc, conte, enregistrement sonore, disque Pierrot, 1968.
- 1969 : Le Secret de François, livre-disque, ill, Claude Nicole, Lausanne, Éd. Pierrot, 1969, 16 p. Disque : Mon Ami Pierrot, Pierre, Mousse et Grégoire Boulanger, décor musical de José et Lupé Azpiazu.
- 1972 : Pierre et Mousse Boulanger disent Josette Marinelli : Printemps pour Antigone / Été : Matin / Viennent la chaleur et le temps de souffrir / Sang / Milieu du jour / Après-midi / Nuit, Jose de Apiazu (guitare, Lausanne, VDE 3014, 1960, 1 disque sonore, 33 tours.
- 1973 : Pierre et Mousse Boulanger : poèmes et musique, musique de Talal Droubi, photogr. de N. Treat : « Pierre et Mousse au Verger d’Urbain », 28e Festival d'Avignon, Disque évasion — EB 100 820, 1973, 1 disque sonore, 33t.
- 1973 : Arroro (Folklore des Canaries) / Berceuse tchèque (Tece voda, Tece) / Berceuse basque / Berceuse noire (poème) / Berceuse de Johannes Brahms dans Berceuses pour une maman, texte français de Mousse Boulanger, interprétation par Mousse et Pierre Boulanger (voix), Geneviève Kaiser (soprano) et Lupé et José de Azpiazu (guitare), 1973, Terre des hommes, Autoproduction EP 17-724, 45 tours. Pochette Hans Erni.
- 1975 : Poésies du monde, avec Jose de Azpiazu (guitare), interprétées par Mousse et Pierre Boulanger, Disque évasion — 100 802 [1975], 33 tours.
- 1978 : C.F. Ramuz. Le Petit Village / Ds Dörfli, récitation en français de Mousse et Pierre Boulanger et en suisse allemand (bernois) Susanna Enz et Heinz Hertig, Zurich, Ex Libris, une co-production de la Radio DRS et la Radio Suisse Romande, 1978, 1 disque sonore, 33 tours.
- 1997 : Sylvie et le paon…, texte de Mousse Boulanger, musique de René Gerber, dans Musiques neuchâteloises, Neuchâtel, Conservatoire de Musique, 1997, disque compact.
- 2009 : Orchestre du Festival du Jura, avec des lectures de poèmes de et par Mousse Boulanger, dir. Georges Zaugg, [Courgenay], [éditeur non identifié], 2009, 1 disque compact.
- 2011 : Festival du Jura : œuvres de Mendelssohn, Meier et Wiggli, avec des lectures de poèmes de et par Mousse Boulanger, dir. Georges Zaugg [Delémont], Festival du Jura, 2011, 1 disque compact.

## Entretiens en ligne

### Dans les émissions de la RSR (radio suisse romande)
- 1969 : Boulanger, Mousse (journaliste) et Pierre Boulanger (récitant). « L’art de Corinna Bille », [Marchands d’images], RSR : radio suisse romande, 9 juillet 1969, 59 min[10].
- 1979 : Boulanger, Mousse (journaliste) et Pierre Boulanger (récitant). « Un poète passe : Philippe Jaccottet », Passage du poète, [Marchands d’images], RSR : radio suisse romande, 8 sept. 1970, 31 min[11].
- 1984 : Boulanger, Mousse (journaliste). « Rencontre avec un poète : Jean Pache », Vie qui va, RSR : radio suisse romande, 12 novembre 1984, audio 14 min[12].
- 2014 : Séribat, Bruno et Christian Ciocca. « Maurice Chappaz, le souffle du Vieux-Pays (4/5) », Helvetica, 16 janv. 2014, 7 min 05 s[13]. Dans cette rétrospective sur Maurice Chappaz est insérée une lecture de Adieu à Gustave Roud, par Maurice Chappaz avec la voix de Mousse Boulanger, reprise de Marchands d’images, RSR : radio suisse romande, 9 nov. 1977.

### Dans la sériePlans-fixes
Mousse Boulanger dialogue avec :
- 1986 : « Alice Rivaz : écrivain : le 15 juillet 1986 à Genève », dans la série Plans-fixes : Un visage, une voix, une vie, Yverdon-les-Bains, Associations films Plans-fixes, 1986, 53 minutes[14].
- 2000 : « Blanche Merz : une pionnière : le 30 août 2000 à Chardonne », dans la série Plans-fixes : Un visage, une voix, une vie, tourné à Chardonne le 30 août 2000, Yverdon-les-Bains, Associations films Plans-fixes, 2000, 49 minutes[15].
- 2001 :  « Jeanlouis Cornuz : enseignant, écrivain le 20 juin 2001 à Lausanne », dans la série Plans-fixes : Un visage, une voix, une vie, Yverdon-les-Bains, Associations films Plans-fixes, 50 minutes[16].
- 2002 :  « Jean Mayerat : regards engagés le 17 janvier 2002 à Rolle », dans la série Plans-fixes : Un visage, une voix, une vie, Yverdon-les-Bains, Associations films Plans-fixes, 50 minutes[17].
- 2002 :  « Jacqueline Thibault : guetteur d’aurore : le 30 mai 2002 au Mont-sur-Rolle », dans la série Plans-fixes : Un visage, une voix, une vie, Yverdon-les-Bains, Associations films Plans-fixes, 2002, 48 minutes[18].
- 2002 :  « Étienne Chatton : quand la passion se fait destin :  le 1er octobre 2002 à Fribourg », dans la série Plans-fixes : Un visage, une voix, une vie, Yverdon-les-Bains, Associations films Plans-fixes, 2002, 48 minutes[19].
- 2004 :  « Hugo Loetscher : écrivain : le 7 juin 2004 à Lausanne », dans la série Plans-fixes : Un visage, une voix, une vie, Yverdon-les-Bains, Associations films Plans-fixes, 2004, 50 minutes[20].

## Émissions consacrées à Mousse Boulanger
- 1969 : Evelyne, Claude. « Mousse Boulanger reçoit Madame TV », Madame TV, (RTS : Radio Télévision Suisse romande), 6 décembre 1969 [21].
- 1988 : Caraman, Gil. « Entretien avec Mousse Boulanger », Les Croissants sont meilleurs le dimanche, (RTS : Radio Télévision Suisse romande), 18 sept. 1988.
- 2000 : Aubert, Raphaël (interlocuteur). « Mousse Boulanger : Une voix pour la poésie : le 18 mars 2000 à Mézières », dans la série Plans-fixes : Un visage, une voix, une vie, Yverdon-les-Bains, Associations films Plans-fixes, Willy Rohrbach (image), Jean Mayerat (photogr.), 2000, 50 à 55 minutes [22].
- 2002 : Falcombello, Jean-Marc. « Entretien avec Mousse Boulanger », Chemin de terre, Espace 2 (RTS : Radio Télévision Suisse romande), 23 mars 2002.
- 2002 : Sigel, Charles. « Entretien avec Mousse Boulanger », Comme il vous plaira, Espace 2 (RTS : Radio Télévision Suisse romande).
- 2008 : Galland, Martine. « Entretien avec Mousse Boulanger », Smala (RTS : Radio Télévision Suisse romande), 31 mai 2008.
- 2014 : Félix, Jean-Marie. « Entretien avec Mousse Boulanger : Les Frontalières », Entre les lignes, Espace 2 (RTS : Radio Télévision Suisse romande), 6 oct. 2013, 53 min [23].
- 2019 : Müller, Justin (élève du gymnase du Bugnon de Lausanne). « Épisode 5 : À la rencontre de Mousse Boulanger [émission réalisée à l’occasion du Printemps de la poésie sur une proposition d’élèves] », Rencontre au bord de la poésie, Espace 2 (RTS : Radio Télévision Suisse romande), 5 avr. 2019 [24].

## Sources
(janvier 2023).
- Corinne Renevey, Mousse Boulanger : Femme-poésie. Une biographie, L'Aire, 2021.
- « Mousse Boulanger », sur la base de données des personnalités vaudoises sur la plateforme « Patrinum » de la Bibliothèque cantonale et universitaire de Lausanne.ag
- sites et références mentionnés
- A. Nicollier, H.-Ch. Dahlem, Dictionnaire des écrivains suisses d'expression française, vol. 1, p. 114-117
- Histoire de la littérature en Suisse romande, sous la dir. de R. Francillon, vol. 4, p. 436
- A.-L. Delacrétaz, D. Maggetti, Écrivaines et écrivains d'aujourd'hui, p. 41-42
- Mousse Boulanger dans Viceversa Littérature.
- Journal L'Essor
- A D S - Autorinnen und Autoren der Schweiz - Autrices et Auteurs de Suisse - Autrici ed Autori della Svizzera
- http://www.unil.ch/webdav/site/hist/shared/Seminaires_de_recherches/08-09/Dossier_Dorier.pdf